# インドルジフーフ・フラデツ - ノヴァー・ビストルジツェ線
インドルジフーフ・フラデツ - ノヴァー・ビストルジツェ線（チェコ語;Železniční trať Jindřichův Hradec – Nová Bystřice）は、インドルジフーフ地方鉄道(Jindřichohradecké místní dráhy JHMD)が運行する鉄道線の名称である。路線番号は228。
1897年、帝立王立国有鉄道によって開業した。軌間760mmの狭軌路線である。2022年10月3日以降、旅客列車を運行していない。

## 運行形態
以下は、2022年10月2日以前の運行形態である。
全て線内のみで、普通列車のみの運行。日中に2時間間隔で、一日4往復が運行する。夏季は一日6往復に増発される他、春季は土曜日のみ、夏季は週5日（火・木曜運休）、追加で1往復が蒸気機関車で運行され、インドルジシ停留所を通過する。
2017年以前は、平日はフラデツ - カプロウン間のみ、休日は全線に、一日2往復のみの運行であった。春には平日も全線で一日2往復運行していた他、夏季は一日6往復（＋蒸気機関車1往復）まで増発していた。2016年以前は、平日も全線で運行されていたが、閑散期（晩秋、冬、初春）は一日1往復の運行であった。2018年度は、概ね現行のダイヤであるが、夏季は一日5往復の運行で、蒸気機関車が夏季毎日運行していた。

## 駅一覧
以下では、チェコ国鉄229号線の駅と営業キロ、停車列車、接続路線などを一覧表で示す。
- ■印：全列車停車
- ●印：蒸気機関車での運行便は通過

| 路線名 | 駅名                         | 駅間営業キロ | 累計営業キロ | Os | 接続路線         | 所在地       | 所在地                       |
| ------ | ---------------------------- | ------------ | ------------ | -- | ---------------- | ------------ | ---------------------------- |
| 229    | インドルジフーフ・フラデツ駅 | -            | 0.0          | ■  | 225号線、228号線 | 南ボヘミア州 | インドルジフーフ・フラデツ郡 |
| 229    | インドルジシ駅               | 5.2          | 5.2          | ■  |                  | 南ボヘミア州 | インドルジフーフ・フラデツ郡 |
| 229    | インドルジシ停留所           | 0.9          | 6.1          | ●  |                  | 南ボヘミア州 | インドルジフーフ・フラデツ郡 |
| 229    | ブラジェヨフ駅               | 2.5          | 8.6          | ■  |                  | 南ボヘミア州 | インドルジフーフ・フラデツ郡 |
| 229    | マリー・ラトミーロフ駅       | 2.1          | 10.7         | ■  |                  | 南ボヘミア州 | インドルジフーフ・フラデツ郡 |
| 229    | ストルジージョヴィツェ駅     | 2.6          | 13.3         | ■  |                  | 南ボヘミア州 | インドルジフーフ・フラデツ郡 |
| 229    | クンジャク・ロミ駅           | 4.7          | 18.0         | ■  |                  | 南ボヘミア州 | インドルジフーフ・フラデツ郡 |
| 229    | カプロウン駅                 | 4.3          | 22.3         | ■  |                  | 南ボヘミア州 | インドルジフーフ・フラデツ郡 |
| 229    | セノチーン駅                 | 2.2          | 24.5         | ■  |                  | 南ボヘミア州 | インドルジフーフ・フラデツ郡 |
| 229    | フールキ駅                   | 2.6          | 27.1         | ■  |                  | 南ボヘミア州 | インドルジフーフ・フラデツ郡 |
| 229    | アルベルジ駅                 | 3.1          | 30.2         | ■  |                  | 南ボヘミア州 | インドルジフーフ・フラデツ郡 |
| 229    | ノヴァー・ビストルジツェ駅   | 2.7          | 32.9         | ■  |                  | 南ボヘミア州 | インドルジフーフ・フラデツ郡 |